# Renée Geyer
Renée Rebecca Geyer (Melbourne, 11 settembre 1953 – Geelong, 17 gennaio 2023) è stata una cantautrice australiana.

## Biografia
Nel corso della sua carriera Renée Geyer piazzò numerosi album nella Kent Music Report e tre nella ARIA Albums Chart, raggiungendo come posizione massima la 11ª grazie a Tenderland nel 2003, che fu inoltre certificato disco d'oro.
È morta il 17 gennaio 2023 all'età di 69 anni per complicazioni dovute ad un intervento chirurgico all'anca.

## Discografia

### Album in studio
- 1973 – Renée Geyer
- 1974 – It's a Man's Man's World
- 1975 – Ready to Deal
- 1977 – Moving Along
- 1978 – Winner
- 1979 – Blues License
- 1981 – So Lucky
- 1985 – Sing to Me
- 1994 – Difficult Woman
- 1999 – Sweet Life
- 2003 – Tenderland
- 2005 – Tonight
- 2007 – Dedicated
- 2009 – Renéessance
- 2013 – Swing

### Album dal vivo
- 1976 – Really Really Love You: Live at the Dallas Brooks Hall
- 1983 – Renée Live
- 1986 – Live at the Basement
- 2004 – Live at the Athenaeum

### Raccolte
- 1977 – Renée Geyer at Her Very Best
- 1983 – Faves
- 1998 – The Best of Renee Geyer 1973-1998
- 2010 – The Ultimate Collection

### Colonne sonore
- 1993 – Seven Deadly Sins (con Paul Kelly, Vika Bull e Deborah Conway)

### Singoli

#### Come artista principale
- 1973 – Space Captain / If Only You Believe
- 1973 – Oh! Boy / There's No Such Thing As Love
- 1974 – What Do I Do On Sunday Morning?
- 1974 – It's a Man's World
- 1975 – Take Me Where You Took Me Last Night
- 1975 – (I Give You) Sweet Love
- 1975 – Heading in the Right Direction
- 1976 – If Loving You Is Wrong
- 1976 – Shakey Ground
- 1976 – Leave My Body Alone
- 1977 – Stares and Whispers
- 1977 – Tender Hooks
- 1977 – Moving Along
- 1977 – The Restless Years
- 1978 – Money (That's What I Want)
- 1978 – Baby Be Mine
- 1979 – The Thrill is Gone
- 1980 – Hot Problems
- 1981 – Say I Love You
- 1981 – Do You Know What I Mean
- 1982 – I Can Feel the Fire
- 1982 – Love So Sweet
- 1983 – Goin' Back (con Glenn Shorrock)
- 1983 – Trouble in Paradise
- 1984 – Every Beat of My Heart (con Jon English)
- 1985 – All My Love
- 1985 – Every Day Of The Week
- 1993 – Crazy
- 1993 – He Can't Decide (con Paul Kelly, Vika Bull e Deborah Conway)
- 1994 – Careless
- 1998 – Say I Love You
- 1999 – I'm Gonna Make You Love Me (con i CDB)
- 1999 – Cake and Candle
- 2004 – I'm Evil Tonight
- 2007 – I Wish It Would Rain
- 2014 – Be There in the Morning

#### Come artista ospite
- 1998 – Say I Love You (Groove 21/20 feat. Renée Geyer)
- 1998 – I Need Love (Paul Main Project feat. Renée Geyer)